# راي والستون
راي والستون (بالإنجليزية: Ray Walston)‏ (و. 1914 – 2001 م) هو ممثل مسرحي، وممثل أفلام، وممثل تلفزي أمريكي، ولد في لاوريل، توفي في بيفرلي هيلز كاليفورنيا، عن عمر يناهز 87 عاماً، بسبب ذئبة حمامية شاملة.

## جوائز
حصل على جوائز منها:
- جائزة توني عن فئة أفضل ممثل في مسرحية موسيقية  [لغات أخرى]‏ (1956).

## وصلات خارجية
- راي والستون على موقع IMDb (الإنجليزية)
- راي والستون على موقع ميوزك برينز (الإنجليزية)
- راي والستون على موقع أول موفي (الإنجليزية)
- راي والستون على موقع قاعدة بيانات برودواي على الإنترنت (الإنجليزية)
- راي والستون على موقع قاعدة بيانات الأفلام السويدية (السويدية)
- راي والستون على موقع إن إن دي بي (الإنجليزية)
- راي والستون على موقع ديسكوغز (الإنجليزية)
- راي والستون على موقع قاعدة بيانات الفيلم (الإنجليزية)